# Sîrcova, Rezina
Sîrcova este un sat din raionul Rezina, Republica Moldova.
Satul are o suprafață de circa 2,90 kilometri pătrați și un perimetru de 9,29 km. Este situat la o distanță de 20 km de orașul Rezina și la 107 km de Chișinău. La recensământul din anul 2004, populația satului constituia 1.821 de oameni. A fost menționat documentar pentru prima dată în anul 1638.

## Personalități

### Născuți în Sîrcova
- Zosima Eremeev (n. 1947), episcop al Bisericii Ortodoxe Ruse de rit vechi, episcop de Don și Caucaz (din 2004)
- Nicolae Olaru (n. 1958), politician și antreprenor